# Staatspräsident (Namibia)
Der Staatspräsident von Namibia (englisch President of the Republic of Namibia) ist gemäß der namibischen Verfassung das Staatsoberhaupt der Republik Namibia.
Der Staatspräsident wird durch Präsidentschaftswahlen alle fünf Jahre gewählt. Eine Wiederwahl ist nur einmal zulässig, wobei durch eine Verfassungsänderung eine einmalige Ausnahme für den Gründungspräsidenten Sam Nujoma geschaffen wurde, da er 1989 nicht durch das Volk gewählt wurde.
Der Staatspräsident ernennt und entlässt den Premierminister als Regierungschef sowie weitere Minister und Richter. Zudem bestimmt der Präsident die Richtlinien der Politik und ist Oberkommandierender der Armee.
Der am 28. November 2014 neu gewählte Staatspräsident hatte erstmals das Vorschlagsrecht zur Wahl der neu geschaffenen Position des Vizepräsidenten. Dieser und der Präsident dürfen keine Mitglieder des Parlamentes sein und damit auch keine Ministerposten innehaben.
Ein Amtsenthebungsverfahren ist nur auf Grund eines Verfassungsbruchs oder ernsthafter Verletzung der Gesetze möglich.

## Staatspräsidenten
| Staatspräsidenten der Republik Namibia President of the Republic of Namibia | Staatspräsidenten der Republik Namibia President of the Republic of Namibia | Staatspräsidenten der Republik Namibia President of the Republic of Namibia | Staatspräsidenten der Republik Namibia President of the Republic of Namibia | Staatspräsidenten der Republik Namibia President of the Republic of Namibia | Staatspräsidenten der Republik Namibia President of the Republic of Namibia |
| Nr.                                                                         | Foto                                                                        | Name                                                                        | Lebensdaten                                                                 | Amtszeit                                                                    | Partei                                                                      |
| --------------------------------------------------------------------------- | --------------------------------------------------------------------------- | --------------------------------------------------------------------------- | --------------------------------------------------------------------------- | --------------------------------------------------------------------------- | --------------------------------------------------------------------------- |
| 1                                                                           |                                                                             | Sam Nujoma                                                                  | 1929–2025                                                                   | 21. März 1990 bis 21. März 2005                                             | SWAPO                                                                       |
| 2                                                                           |                                                                             | Hifikepunye Pohamba                                                         | * 1935                                                                      | 21. März 2005 bis 21. März 2015                                             | SWAPO                                                                       |
| 3                                                                           |                                                                             | Hage Geingob                                                                | 1941–2024                                                                   | 21. März 2015 bis 4. Februar 2024                                           | SWAPO                                                                       |
| 4                                                                           |                                                                             | Nangolo Mbumba                                                              | * 1941                                                                      | 4. Februar 2024 bis 21. März 2025                                           | SWAPO                                                                       |
| 5                                                                           |                                                                             | Netumbo Nandi-Ndaitwah                                                      | * 1952                                                                      | seit dem 21. März 2025                                                      | SWAPO                                                                       |

Sam Nujoma trägt den ihm verliehenen Ehrentitel Gründungsvater der namibischen Nation (englisch Founding Father of the Namibian Nation).

### Wahlergebnisse
| Jahr | Kandidat               | Partei | Stimmenanteile     |
| ---- | ---------------------- | ------ | ------------------ |
| 1990 | Sam Nujoma             | SWAPO  | Versammlungswahl 1 |
| 1994 | Sam Nujoma             | SWAPO  | 76,34 %            |
| 1999 | Sam Nujoma             | SWAPO  | 76,82 % ▲          |
| 2004 | Hifikepunye Pohamba    | SWAPO  | 76,44 % ▼          |
| 2009 | Hifikepunye Pohamba    | SWAPO  | 75,25 % ▼          |
| 2014 | Hage Geingob           | SWAPO  | 86,73 % ▲          |
| 2019 | Hage Geingob           | SWAPO  | 56,30 % ▼          |
| 2024 | Netumbo Nandi-Ndaitwah | SWAPO  | 57,31 % ▲          |

## Vizepräsident
Seit dem 21. März 2015 gibt es aufgrund der dritten Änderung der namibischen Verfassung erstmals das Amt des Vizepräsidenten. Dieser wird auf Vorschlag des Staatspräsidenten ernannt und ist dessen offizieller Vertreter und, sofern der Präsident verhindert ist (Krankheit, Auslandsreise usw.), amtierendes Staatsoberhaupt.
| Vizepräsident der Republik Namibia Vice President of the Republic of Namibia | Vizepräsident der Republik Namibia Vice President of the Republic of Namibia | Vizepräsident der Republik Namibia Vice President of the Republic of Namibia | Vizepräsident der Republik Namibia Vice President of the Republic of Namibia | Vizepräsident der Republik Namibia Vice President of the Republic of Namibia | Vizepräsident der Republik Namibia Vice President of the Republic of Namibia |
| Nr.                                                                          | Foto                                                                         | Name                                                                         | Lebensdaten                                                                  | Amtszeit                                                                     | Partei                                                                       |
| ---------------------------------------------------------------------------- | ---------------------------------------------------------------------------- | ---------------------------------------------------------------------------- | ---------------------------------------------------------------------------- | ---------------------------------------------------------------------------- | ---------------------------------------------------------------------------- |
| 1                                                                            |                                                                              | Nickey Iyambo                                                                | 1936–2019                                                                    | 21. März 2015–8. Februar 2018                                                | SWAPO                                                                        |
| 2                                                                            |                                                                              | Nangolo Mbumba                                                               | * 1941                                                                       | 8. Februar 2018 bis 4. Februar 2024                                          | SWAPO                                                                        |
| 3                                                                            |                                                                              | Netumbo Nandi-Ndaitwah                                                       | * 1952                                                                       | 5. Februar 2024 bis 21. März 2025                                            | SWAPO                                                                        |
| 4                                                                            |                                                                              | Lucia Witbooi                                                                | * 1961                                                                       | seit 22. März 2025                                                           | SWAPO                                                                        |

## Sonstiges

Das State House, Wohn- und Amtssitz des Präsidenten

Der namibische Staatspräsident wohnt auf der Anlage des Staatshauses in Auasblick im zentralen Süden der namibischen Hauptstadt. Dem Präsidenten und anderen hochrangigen Regierungsmitgliedern stehen mindestens drei Hubschrauber, darunter zwei Airbus Helicopters AS350B3e sowie zwei Jets (Learjet 75 und Falcon 7X) zur Verfügung. Zuvor waren ein Learjet 31A und Falcon 900B im Einsatz.

### Rente
Den ehemaligen Staatspräsidenten von Namibia stehen gemäß dem Former President Pension and Other Benefit Amendment Act aus dem Jahr 2012 auf Grundlage des Gesetzes von 2004 unter anderem folgende Leistungen zu:
- Finanzielle Entschädigung in voller Höhe des letzten Gehaltes als Staatspräsident oder mindestens 80 % des Gehaltes des folgenden Staatspräsidenten.
- Ein vollmöbliertes Wohnhaus irgendwo in Windhoek oder an einem anderen Ort in Namibia oder ein dementsprechendes Wohngeld oder eine einmalige Zahlung in Höhe der Kosten eines solchen Wohnhauses.
- Krankenversicherung
- Mindestens 19 Angestellte, darunter nicht weniger als 10 Personen für die Sicherheit.
- Büro
- Finanzielle Zuwendungen für Reisen, Fahrzeuge usw.
- Diplomatenpass